# シネマスクランブルTV
『シネマスクランブルTV』〔Cinema Scramble TV）は、2005年よりNECビッグローブ（旧：日本電気株式会社）でインターネット放送されている映画情報番組。
以前は毎週金曜日に更新だったため、「週刊シネマスクランブルTV」という名称だったが、2007年頃から毎週2回更新(火曜日と金曜日)で番組が放送されていたため、「シネマスクランブルTV」と名称が変わった。2008年3月10日（月）からは毎週月曜日の更新となっている。

## 概要
司会は八田亜矢子（現役東大生タレント）、鈴木裕史（放送作家）、中井圭（シネマスクランブル編集長）の三名で行っている。しかし、2008年4月より、八田亜矢子が東京大学医学部看護学科に進級した事や、テレビなどの仕事が急増したため、学業と仕事の両立と本人の負荷を考え、新しく八田と同じ事務所の松本あゆ美を司会に迎え、司会は交代制になった。（交代は収録の都合、隔週になっている。）

## 番組構成
- サイコロトーク

ナビゲーターの八田亜矢子もしくは松本あゆ美がサイコロを振り、プレゼンの映画と「笑える話」、「泣ける話」、「怒れる話」、「驚く話」、「ムチャ振り」などのテーマで映画会社宣伝パーソンが映画の話を紹介する。プレゼン終了後はナビゲーターによるMy Interested Movie（MIM）に選ばれた映画には、お食事券と映画のCMが番組終了後に配信されている。

## 過去の番組構成
- 1分間映画紹介

映画会社の宣伝担当が、一分間の中で、映画の良さをアピールする。
- 今週のテーマ

毎回、何かしらのテーマを設けて、そのキーワードをもとに映画の良さをアピールするコーナー。
- シネマなアナタ

映画会社の宣伝担当を呼び、映画の良さをアピールして貰うコーナー。
- シネマのツボ

注目映画の予告編を見て、司会の三人が映画についてトークするコーナー。
- 先取りシネマ情報

映画会社の宣伝担当を呼び、映画の良さをアピールして貰うコーナー。
- 週末映画プレゼンバトル

鈴木裕史（放送作家）と中井圭（シネマスクランブル編集長）の二人が、放送日近辺に公開される映画のプレゼンテーションをするコーナー。勝敗は八田亜矢子の独断（今週の八田チョイス）で決まる。
- 八田亜矢子の映画前売り特典紹介

八田亜矢子が収録直前に渡される映画特典を紹介するコーナー。2分間、完全なアドリブで収録しているため、予測が出来ない内容となっている。本人はこのコーナーが苦手らしく、早く終わってほしいと思っている様子。2008年1月25日放送分でコーナーとして独立。

## スタッフ
- 構成：鈴木裕史 / 中井圭
- 撮影：竹下権 / 斎藤敦
- 音声：石井満里子
- ＡＤ：辻村彩奈（flag）/ 大瀧満美子（flag）
- ＣＧ：松田秀紀（flag）
- 編集：石原和昭（flag）/ 加藤睦（flag）/ 中村将（flag）
- ライター：吉田かおる（flag）
- WEB：小久保友理（NECビッグローブ）/ 鈴木純子（ムーサ・ドットコム）
- パブリシティー： 高田道代（flag）
- ディレクター：石神智（flag）/西脇真也（flag）
- チーフディレクター：麻田俊行（flag）
- 制作プロデューサー：久保浩章（flag）
- プロデューサー：中井圭（NECビッグローブ）
- 撮影協力：麹町スタジオ
- 制作：株式会社フラッグ
- 制作著作：NEC BIGLOBE